# Hamilton Academical FC
Hamilton Academical Football Club, často označován jako Hamilton Academical nebo The Accies je skotský fotbalový klub nacházející se ve městě Hamilton. Klub byl založen v roce 1874 ze školního fotbalového mužstva Hamilton Academy.

## Stadion

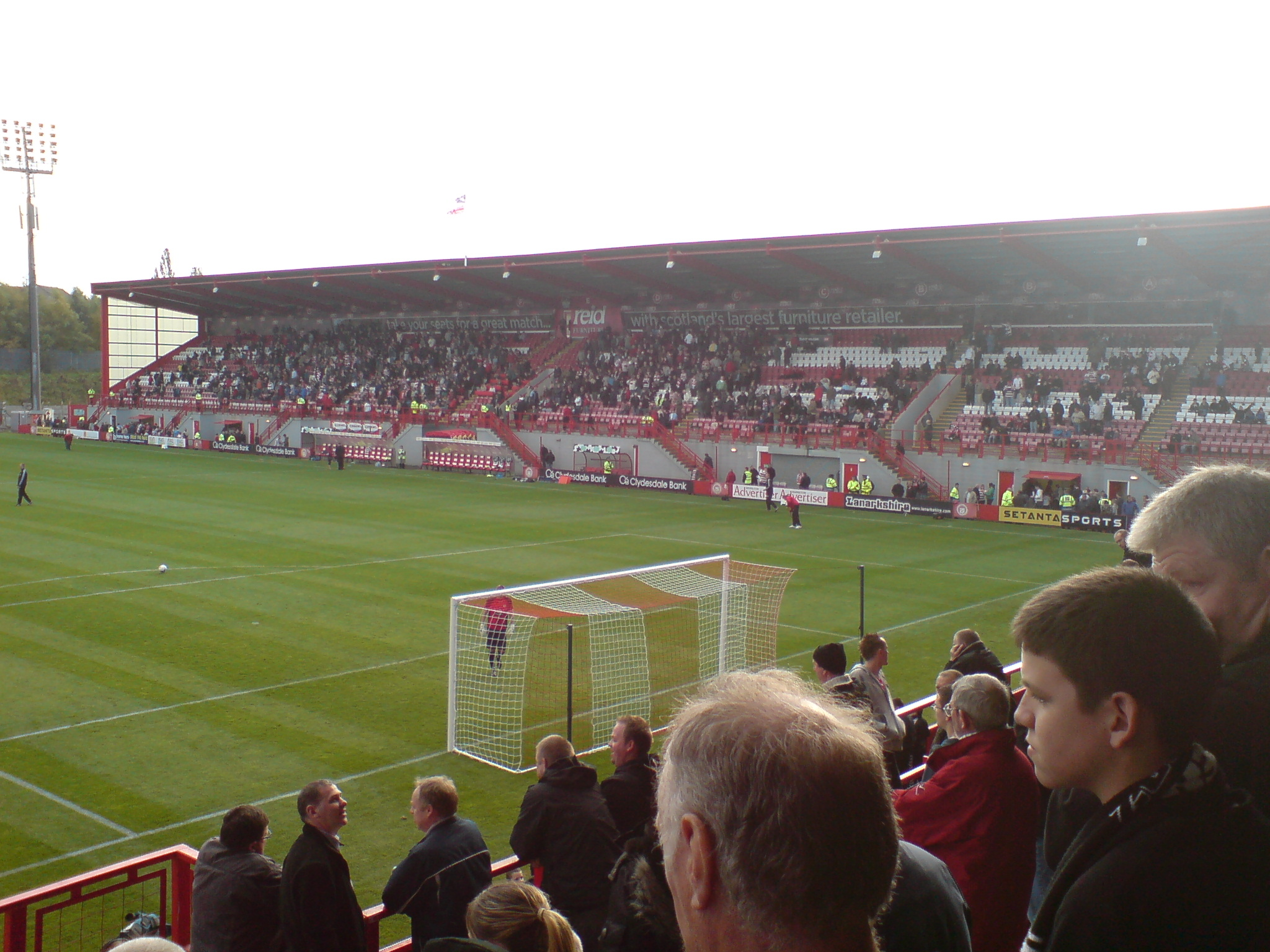
New Douglas Park

Stadion nese název New Douglas Park. Výstavba stadionu byla dokončena v roce 2001. Stadion byl pokryt po několik sezón umělým trávníkem. V sezóně 2007/2008 tým postoupil do nejvyšší soutěže. Kvůli pravidlům Skotské fotbalové ligy, byl stadion opět pokryt přírodním trávníkem, současně byla snížena kapacita stadionu na 6 078 míst k sezení.
28. února 2009 byl vytvořen rekord návštěvnosti. Ligovému zápasu proti vedoucímu celku Rangers přihlíželo 5 898 diváků.

## Přestupy
V červenci 2009 klub podepsal smlouvu s českým brankářem Tomášem Černým z SK Sigma Olomouc, přestup činil 180 000 £ (což bylo trojnásobně víc než předchozí rekord). V této době klub prodal hráče jménem James McCarthy do Wiganu Athletic téměř za 1 200 000 £ (opět trojnásobný předchozí nejlepší prodej). Od začátku roku 2015 v klubu působí český fotbalista Nicolas Šumský, který podepsal jednoroční kontrakt.